# Liebherr T 282B

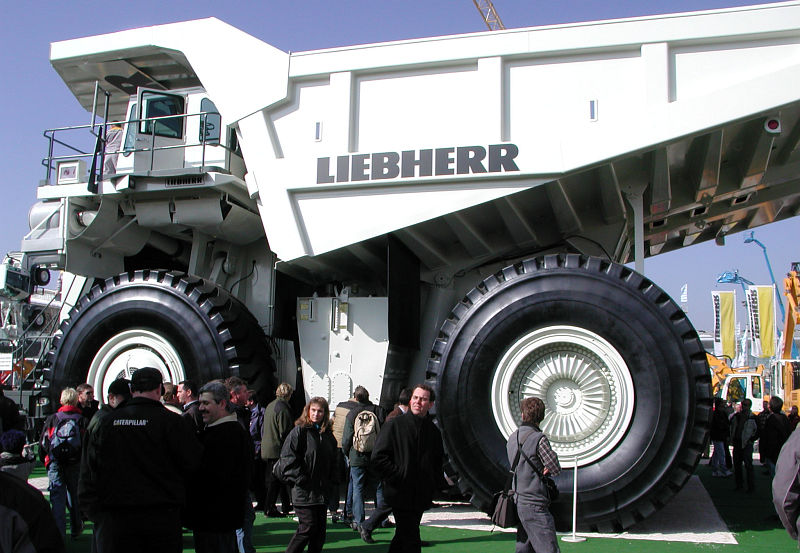
Liebherr T 282B

A Liebherr T 282B egy nagy teljesítményű, billenős teherautó, melyet alapvetően külszíni bányákban használnak. A Liebherr cég gyártja Németországban, ami ezen kívül még darukat, háztartási készülékeket, mikroelektronikákat, autóalkatrészeket, repülőgép-alkatrészeket gyárt.
A T 282B-t 2004-ben tervezték, és még 2011-ben is ez volt a világ legnagyobb billenős teherautója. 2016-ban a második legnagyobb dömper. Üres tömege 203, maximális rakománya 365, maximális össztömege 592 tonna. A teherautó 14,5 méter hosszú, tengelytávolsága 6,6 méter, és 7,4 méter magas a ponyva fölött. A csúcsmodellt egy 10,5 tonnás, 90 literes dízelmotor hajtja, amelyet a Detroit Diesel és az MTU (Németország) fejlesztett ki. A 3650 lóerős (2700 kW-os) dízelmotor egy generátort hajt, ami a hátsó tengelyen lévő két Siemens villanymotort hajtja meg, így ez a jármű egy hibrid teherautó. Maximális sebessége 65 km/h.
A teherautó körülbelül 3,5 millió USA dollárba kerül. CD-lejátszó és légkondicionáló-rendszer szabadon választható. A Liebherr a teherautókat elsősorban szén-, réz-, vas- és aranybányákba szánja az amerikai, chilei, indonéz, dél-afrikai és ausztrál piacra.
A teherautókat egy 10 hektáron elterülő gyárban építik a Virginia állambeli Newport Newsban.

## Lásd még
- Caterpillar 797B
- Komatsu 830E
- Komatsu 930E
- Terex Titan